# Llibertat d'informació
Llibertat d'informació es refereix a la protecció al dret de lliure expressió en el que concerneix a la Internet i a la tecnologia de la informació. L'expressió també pot referir-se a la censura en el context de la tecnologia de la informació, o sigui, la capacitat d'accedir contingut de la web sense censura o restriccions.
La llibertat d'informació és una extensió de la llibertat d'expressió, un dret humà fonamental reconegut en el dret internacional, i que avui és generalment compresa com a llibertat d'expressió en qualsevol mitjà, sigui oral, escrit, imprès, a través de la Internet o de formes d'art. Això significa que la protecció a la llibertat d'expressió com un dret inclou no solament el contingut, però també els mitjans d'expressió. Llibertat d'informació també pot referir-se al dret a la privadesa en el context de la Internet i de la tecnologia de la informació. De la mateixa forma que el dret a la llibertat d'expressió, el dret a la privadesa és un dret humà reconegut i la llibertat d'informació actua com una extensió d'aquest dret.

## Societat de la informació i llibertat d'expressió
La Declaració de Principis del World Summit on the Information Society (WSIS), adoptada en 2003, reafirma la democràcia, la universalitat, indivisibilitat i interdependència de tots els drets humans i llibertats fonamentals. La Declaració també fa referències específiques a la importància de la llibertat d'expressió per a la «Societat de la informació», al declarar: 

«Reafirmem, com un fonament essencial de la Societat de la informació, d'acord dibuixat a l'Article 19 de la Declaració Universal dels Drets Humans, que tots té el dret a la llibertat d'expressió i opinió; que aquest dret inclou la llibertat de sostenir opinions sense interferència i buscar, rebre i transmetre informacions i idees a través de qualsevol mitjà i independentment de fronteres. La comunicació és un procés social fonamental, una necessitat humana bàsica i el fonament de tota l'organització social. És central a la Societat de la Informació. Tothom, a tot arreu, hauria de tenir l'oportunitat de participar i ningú no s'hauria d'excloure dels beneficis que la Societat de la Informació ofereix.»

La Declaració de Principis de la WSIS 2004 també reconeix que «és necessari prevenir l'ús de recursos i tecnologies de la informació per a fins criminals i terroristes, mentre va respectar els drets humans». Wolfgang Benedek comenta que la Declaració de la WSIS només contingui un cert nombre de referències a drets humans i no expliqui qualssevol procediments o mecanismes que assegurin que els drets humans es consideren en la pràctica.

## «Hactivismo»
El grup de drets digitals «Hactivismo» (un mot creuat fet de hacker i activisme), fundat el 1999, sosté que l'accés a la informació és un dret humà bàsic. Les creences del grup són plenament descrites en la «Declaració de Hacktivismo», que demana que la Declaració Universal dels Drets Humans i el Pacte Internacional dels Drets Civils i Polítics (ICCPR) siguin aplicats a la Internet. La Declaració recorda l'obligació dels estats membres del ICCPR a protegir el dret de llibertat d'expressió en l'àmbit de la Internet, i en aquest context, llibertat d'informació. La Declaració de Hacktivismo reconeix «la importància de combatre les violacions dels drets humans amb respecte a accés raonable a la informació en la Internet» i crida a la comunitat furonera per a «estudiar camins i mètodes d'esquivar la censura d'Internet patrocinada per l'estat» i «implementar tecnologies que van desafiar les violacions al dret a la informació». La Declaració de Hacktivismo no obstant això, reconeix que el dret a la llibertat d'expressió està subjecta a limitacions, al dir que «reconeixem el dret dels governs a prohibir la publicació de secrets d'estat degudament classificats, pornografia infantil i assumptes relacionats a la intimitat i privilegis personals, entre altres restriccions acceptes». Però, declara que «ens oposem a l'ús del poder de l'estat per a controlar l'accés a l'obres de crítics, intel·lectuals, artistes o figures religioses».

## Global Network Initiative
El 29 d'octubre de 2008 va ser fundada la Global Network Initiative (GNI) sobre els seus «Principis sobre Llibertat d'Expressió i Privadesa». La iniciativa va ser llançada en el 60é aniversari de la Declaració Universal dels Drets Humans (UDHR) i és basada en lleis internacionalment reconegudes i normes per a drets humans sobre llibertat d'expressió i privadesa establerts en la UDHR, en el Pacte Internacional dels Drets Civils i Polítics (ICCPR) i en el Pacte Internacional dels Drets Econòmics, Socials i Culturals (ICESCR). Els participants en la Iniciativa inclouen a Electronic Frontier Foundation, Human Rights Watch, Google, Microsoft, Yahoo!, altres grans empreses, ONG de drets humans, inversors i acadèmics.
Cisco Systems hauria sigut convidada per a les discussions inicials, però no va prendre part de la iniciativa. Harrington Investments, que va proposar que la companyia Cisco establís un consell de drets humans, va rebutjar el GNI per considerar-lo un codi de conducta voluntari sense qualsevol impacte d'ordre pràctic. L'executiu en cap John Harrington va anomenar el GNI de «soroll insignificant» i en el seu lloc demana que siguin introduïts normatives que obliguin les juntes directives a acceptar responsabilitats en drets humans.

## Censura d'Internet
Jo Glanville, que edita l'«Índex sobre Censura», va declarar que «Internet va ser una revolució tant per a la censura com per a la lliure expressió». El concepte de llibertat d'informació va emergir en resposta a la censura patrocinada per l'estat, que controla i vigila la xarxa. La censura d'internet inclou el control o supressió de la publicació o accés d'informació en la Internet.
Segons els Reporters Sense Fronteres (RSF) la «llista d'enemics d'Internet» inclou els següents estats que organitzen una censura en línia permanent: Cuba, Iran, Maldives, Myanmar/Birmània, Corea del Nord, Síria, Tunísia, Uzbekistan i el Vietnam. Un exemple àmpliament divulgat és la Gran Muralla Xinesa del ciberespai (en una referència tant al seu paper de tallafocs de xarxa com a l'antiga Gran Muralla Xinesa). El sistema bloqueja contingut i impedeix que determinades adreces IP siguin encaminades a través d'ell i consisteix en servidors proxy i tallafocs estàndards als gateways d'Internet. El sistema també participa selectivament de «DNS poisoning», quan webs específics són demanades. El govern no sembla examinar sistemàticament el contingut de la xarxa, com això sembla tècnicament impracticable. La censura d'Internet a la República Popular de la Xina és realitzada sota una àmplia varietat de lleis i regulacions administratives. D'acord amb aquestes lleis, més de seixanta regles per a Internet van ser promulgades pel govern xinès, i sistemes de censura són vigorosament implementats per les filials provincials dels proveïdors d'Internet estatals, empreses i organitzacions.